# Ali Abunimah
Ali Hasan Abunimah (em árabe:  علي حسن ابو نعمه‎) (Washington, D.C., 29 de dezembro de 1971) é um jornalista estadunidense de origem palestina. É um dos fundadores da Electronic Intifada, uma publicação on-line sem fins lucrativos sobre o conflito israelo-palestino.

## Biografia
Nascido em Washington D.C., Abunimah passou grande parte de sua infância e adolescência no Reino Unido e na Bélgica, antes de retornar aos Estados Unidos para cursar o ensino superior. Sua mãe, originária da vila de Lifta, atualmente controlada por Israel, se tornou uma refugiada durante o êxodo palestino de 1948. Seu pai é da vila de Battir, atualmente localizada na Cisjordânia, e é um ex diplomata jordano que atuou como embaixador na Organização das Nações Unidas
Graduado na Universidade de Princeton e na Universidade de Chicago, Abunimah virou comentarista para assuntos do Oriente Médio, contribuindo regularmente para publicações como Chicago Tribune e Los Angeles Times, dentre outras. Atualmente reside em Chicago e atua nas organizações não governamentais Arab American Action Network (em português:  Rede de Ação Árabe-Americana), onde já atuou como vice-presidente do conselho de diretores, e Palestine Center.

## Ativismo
Abunimah é o autor do livro One Country: A Bold Proposal to End the Israeli-Palestinian Conflict, que propõe a solução do estado único para resolver o conflito entre israelenses e palestinos.
Em resposta à Operação Chumbo Fundido, ele escreveu um artigo no site do jornal britânico The Guardian dizendo que "[a ideia de trégua de Israel] é muito simples: os palestinos têm o direito de permanecerem calados enquanto Israel os deixa morrer de fome, os mata e continua a colonizar suas terras violentamente". Ele complementou, dizendo que "qualquer ato de resistência, incluindo os protestos pacíficos contra o muro do apartheid na Cisjordânia é enfrentado por Israel com balas e bombas. Não há foguetes sendo lançados contra Israel da Cisjordânia e, mesmo assim, os assassinatos extrajudiciais de Israel, o roubo de terras, a colonização dos pogroms e os sequestros nunca pararam por um dia durante a trégua".

### Ativismo on-line
Abunimah é um membro ativo do serviço de microblog Twitter. Em 28 de janeiro de 2010, ele foi indicado ao Shorty Awards na categoria de política após assegurar o maior número de votos por outros usuários. Curiosamente, a segunda colocação ficou com a Jewish Internet Defense Force, uma agremiação sionista.